# Pablo Capuz Ortega
Pablo Capuz Ortega (Barcelona) és un actor de cinema, televisió i teatre barceloní, conegut per interpretar al Rai a les dues temporades de la sèrie Merlí: Sapere aude i al Manuel Ruiz a la minisèrie de televisió xilena Los mil días de Allende.
Nascut a Barcelona, de petit va participar en diverses obres de teatre de la seva escola, però no va començar a prendre-s'ho seriosament fins al batxillerat. Mentre estudiava primer de medicina, va participar en un càsting —el primer de la seva vida— que li valdria un petit paper a la pel·lícula Els últims dies, dirigida pels germans Àlex i David Pastor. A partir d'aquell moment, va començar a estudiar a la prestigiosa escola d'actors de Nancy Tuñón i Jordi Oliver, on es va graduar el 2017. Durant aquells anys va treballar en les seves primeres pel·lícules: De la ley a la ley (2017), protagonitzada per Gonzalo de Castro i dirigida per Sílvia Quer, i Maniac Tales (2017), una pel·lícula en anglès de producció espanyola protagonitzada per Enrique Arce i estrenada a la Secció Oficial del Festival de Màlaga. Ha participat en diversos curtmetratges, entre els quals Desabotonar (2019), dirigit per David S. Murga
L'any 2019, va ser seleccionat per a la sèrie Merlí: Sapere aude de Movistar Plus+, interpretant el personatge de Rai, un jove estudiant de filosofia, de família benestant, fred, arrogant i amb poca intel·ligència emocional. La primera temporada es va estrenar el 5 de desembre de 2019 i va ser nominada com a Millor Ficció als Premis Iris de 2020. El 2 d'abril de 2021 es va estrenar la segona temporada. El seu creador, l'Héctor Lozano, va confirmar que la segona temporada seria el desenllaç de la sèrie. Ambdues temporades es van estrenar posteriorment a TV3 i Netflix.
L'any 2023, viatja a Santiago de Xile per coprotagonitzar, al costat d'Alfredo Castro, Los mil días de Allende, una minisèrie de televisió xilena de coproducció xilena, espanyola i argentina. Estrenada per Riivi l'1 de setembre de 2023, i per Televisión Nacional de Xile el 7 de setembre. La sèrie narra la història dels tres anys de govern de la Unitat Popular, encapçalat per Salvador Allende Gossens, a través del seu assessor polític Manuel Ruiz, un personatge inspirat en Joan Garcés i que interpreta Capuz. El repartiment de la sèrie el completen: Aline Kuppenheim, Francisca Gavilán, Néstor Cantillana, Susana Hidalgo, Daniel Alcaíno i Benjamín Vicuña, entre d'altres. La sèrie va ser presentada a la 71a edició delFestival Internacional de Cinema de Sant Sebastià, amb l'estrena posterior a Espanya a RTVE el 21 de febrer de 2024. La sèrie va ser nominada a Millor Minisèrie Cinematogràfica Iberoamericana a la XI edició dels Premis Platino.
Al setembre de 2024, la plataforma SkyShowtime anuncia que ha rodat Mamen Mayo, la seva primera sèrie espanyola protagonitzada per Sílvia Abril, Pablo Capuz, Mona Martínez i Clara Sans; al repartiment també destaquen, entre d'altres, Óscar de la Fuente, Francisco Reyes i Javier Pereira. La sèrie, creada per Eduard Sola, que exerceix de showrunner juntament amb Miguel Ángel Faura, es va estrenar el 18 de novembre de 2024 i va ser nominada a Millor Sèrie de Comèdia als XII Premis Feroz. Capuz parla castellà, català, anglès i té nocions de francès.

## Filmografia[8]

### Pel·lícules
| Any  | Títol               | Personatge       | Director                                                                    | Notes        |
| ---- | ------------------- | ---------------- | --------------------------------------------------------------------------- | ------------ |
| 2013 | Els últims dies     | Assassí encobert | Àlex y David Pastor                                                         | Pel·lícula   |
| 2017 | Maniac Tales        | Dan              | Kike Mesa, Enrique García, Rodrigo Sancho, Denise Castro y Abdelatif Hwidar | Pel·lícula   |
| 2018 | Moros en la costa   | Ángel            | Damià Serra                                                                 | Curtmetratge |
| 2019 | Preludi             | Víctor           | Adrià Guxens                                                                | Curtmetratge |
| 2019 | Desabotonar         | Jorge            | David S. Murga                                                              | Curtmetratge |
| 2019 | Before the Eruption | Em               | Roberto Pérez Toledo                                                        | Curtmetratge |
| 2022 | Muñeca              | Tomás            | Carlos González                                                             | Curtmetratge |

### Televisió
| Any       | Títol                          | Personatge                 | Canal       | Notes       |
| --------- | ------------------------------ | -------------------------- | ----------- | ----------- |
| 2016      | Ebre, del bressol a la batalla | Soldat                     | TV3         | TV - Movie  |
| 2017      | De la ley a la ley             | Fernando Fernández Miranda | TVE         | TV - Movie  |
| 2018      | Com si fos ahir                | Aleix                      | TV3         | 3 episodis  |
| 2018/2019 | Centro médico                  | Borja Ivars / Lucas Pérez  | TVE         | 2 episodis  |
| 2019–2021 | Merlí: Sapere aude             | Rai                        | Movistar+   | 16 episodis |
| 2022      | In from the cold               | Diego Santos               | Netflix     | 5 episodis  |
| 2023      | Los mil días de Allende        | Manuel Ruiz                | TVN i TVE   | 4 episodis  |
| 2024      | Mamen Mayo                     | David Faura                | SkyShowtime | 8 episodis  |

### Teatre
| Any       | Títol                                   | Paper                                    | Director          | Teatre                                |
| --------- | --------------------------------------- | ---------------------------------------- | ----------------- | ------------------------------------- |
| 2015–2016 | Un musical innominable (musical)        | Cedric Diggory, Quirrell i Severus Snape | Marina Schiaffino | Teatreneu                             |
| 2016      | Hikikomori                              | Hikari                                   | Pere Vàzquez      | Stage Door Teatre                     |
| 2017      | Red                                     | Ken                                      | Pere Vàzquez      | Stage Door Teatre                     |
| 2017–2018 | Ningú et va dir que fos fàcil (musical) | Darío                                    | Gerard Nicasi     | Jove Teatre Regina                    |
| 2017–2018 | La Paradoxa de Protàgores               | Avetló                                   | Jordi Manau       | Teatre del Raval i gira per Catalunya |
| 2018      | La visita inesperada                    | Jan                                      | Pau Guix          | Teatre del Raval                      |
| 2019      | Anònims                                 | Segrestador                              | Jordi Manau       | Sala Barts                            |
| 2019      | El despertar de la primavera (musical)  | Hanschen                                 | Marc Vilavella    | Teatre Victòria                       |
| 2021–2022 | La Pols                                 | Jacob                                    | Pere Vàzquez      | Stage Door Teatre                     |